# Şenol Akın
Şenol Akın (* 20. Dezember 1984 in Gebze) ist ein türkischer ehemaliger Fußballspieler.

## Karriere

### Jugendmannschaft und erste Profijahre
Akın begann mit dem Vereinsfußball in der Jugend von Körfez Belediyesi Hereke Yıldızspor. In der Saison 2002/03 unterschrieb er ein Profivertrag beim damaligen Viertligisten Izmitspor. Hier spielte er zwei Spielzeiten durchgängig in der Stammformation. Danach wechselte er zum Stadtrivalen Körfezspor. Hier blieb er eine Saison lang, ohne in einem Spiel eingesetzt zu werden.

### Zwischen 1., 2. und 3. Liga
Zur anstehenden Saison 2005/06 wechselte er zum damaligen Drittligisten Karabükspor. Hier gelang ihm auf Anhieb der Sprung in die Startelf. In der Spielzeit 2007/08 gelang ihm mit seinem Team der Aufstieg in die zweithöchste türkische Liga, die Bank Asya 1. Lig. Auch in dieser Spielklasse zählte Akın zu den Leistungsträgern. In der Saison hatte er maßgeblichen Anteil an der Meisterschaft in der Bank Asya 1. Lig und damit am direkten Aufstieg in die Süper Lig. In der ersten Süper-Lig-Saison kam er zwar auf 18 Einsätze, jedoch verlor er den Stammplatz des Spielmachers an Florin Cernat. Zur Saison 2011/12 wurde er aussortiert und trainierte fortan mit der Reservemannschaft.
Nach siebenjähriger Tätigkeit für Karabükspor trennte sich Akın zum Ende der Spielzeit 2011/12 von diesem Verein und heuerte für die anstehende Spielzeit beim Zweitligisten Torku Konyaspor an.
Im Frühjahr 2014 wechselte Akın zum Zweitligisten Şanlıurfaspor. Hier spielte er ein Jahr lang und wechselte im Februar 2015 zum Ligarivalen Denizlispor. Nach einer Saison wechselte er zu seiner letzten Station, Bucaspor.

## Erfolge

### Als Spieler
Mit Karabükspor
- Meister der TFF 1. Lig: 2009/10
- Aufstieg in die Süper Lig: 2009/10

Mit Konyaspor
- Playoff-Sieger der TFF 1. Lig: 2012/13
- Aufstieg in die Süper Lig: 2012/13
- TSYD-Pokal (Ankara): 2013